# Хикару Китагава
Хикару Китагава (јап. 北川 ひかる; 10. мај 1997) јапанска је фудбалерка.

## Репрезентација
За репрезентацију Јапана дебитовала је 2017. године. За тај тим одиграла је 5 утакмица.

## Статистика
| Јапан  | Јапан | Јапан |
| Год.   | Ута.  | Гол.  |
| ------ | ----- | ----- |
| 2017   | 5     | 0     |
| Укупно | 5     | 0     |